# Susukan Lebak
Susukan Lebak is een bestuurslaag in het regentschap Cirebon van de provincie West-Java, Indonesië. Susukan Lebak telt 2417 inwoners (volkstelling 2010).